# Thymus maroccanus
Thymus maroccanus (чебрець марокканський) — вид рослин родини глухокропивові (Lamiaceae), ендемік Марокко.

## Опис
Напівчагарник з прямими стеблами; має овально-еліптичні стеблові листки залозисті з обох сторін. Суцвіття малоквіткові. Віночок рожевий.

## Поширення
Ендемік Марокко.